# Jana Novotná
Jana Novotná (n. 2 octombrie 1968, Brno, Cehoslovacia – d. 19 noiembrie 2017, Cehia) a fost o tenismenă profesionistă cehă. Novotná a câștigat titlul de simplu feminin la Wimbledon în 1998 și a fost finalistă în alte trei competiții majore. Novotná a câștigat, de asemenea, 12 titluri majore de dublu feminin (finalizând un dublu Grand Slam în carieră), patru titluri majore de dublu mixt și trei medalii olimpice. În 1997, ea a atins locul 2 la nivel mondial în clasamentul de simplu, și a deținut locul 1 la dublu timp de 67 de săptămâni.